# Mistrovství světa ve fotbale 2002
Mistrovství světa ve fotbale 2002 (oficiálně 2002 FIFA World Cup Korea/Japan) bylo sedmnácté mistrovství světa v dějinách fotbalu. Finálový turnaj se odehrál mezi 31. květnem a 30. červnem roku 2002 v Jižní Koreji a Japonsku. Turnaje se zúčastnilo 32 týmů. Titul mistrů světa získal tým Brazílie, když ve finále zdolal Německo. Další místa v pořadí překvapivě obsadili Turecko a domácí Jižní Korea. Celkem padlo na turnaji 161 branek, což je v průměru 2,5 branky na zápas. Nejlepším střelcem turnaje se stal s 8 brankami Ronaldo z Brazílie. Nejlepší hráči mistrovství světa: Oliver Kahn (Německo), Ronaldo (Brazílie), Hong Mjong-po (Jižní Korea).

## Stupně vítězů
| Zlato    | Stříbro | Bronz   | 4. místo    |
| -------- | ------- | ------- | ----------- |
| Brazílie | Německo | Turecko | Jižní Korea |

## Kvalifikace
Kvalifikace se zúčastnilo 198 fotbalových reprezentací, které bojovaly o 29 místenek na závěrečném turnaji. Pořadatelé Japonsko a Jižní Korea měli spolu s obhájcem titulu - Francií účast jistou.

### Kvalifikované týmy
| Vlajka      | Stát Archivováno 5. 9. 2015 na Wayback Machine. | Soupisky                                     | Vlajka         | Stát                           | Soupisky                                     |
| ----------- | ----------------------------------------------- | -------------------------------------------- | -------------- | ------------------------------ | -------------------------------------------- |
| Rusko       | Rusko (Evropa)                                  | Archivováno 11. 10. 2015 na Wayback Machine. | Paraguay       | Paraguay (Jižní Amerika)       | Archivováno 5. 10. 2015 na Wayback Machine.  |
| Německo     | Německo (Evropa)                                | Archivováno 2. 11. 2015 na Wayback Machine.  | Uruguay        | Uruguay (Jižní Amerika)        | Archivováno 18. 9. 2015 na Wayback Machine.  |
| Švédsko     | Švédsko (Evropa)                                | Archivováno 23. 11. 2015 na Wayback Machine. | Argentina      | Argentina (Jižní Amerika)      | Archivováno 19. 11. 2015 na Wayback Machine. |
| Turecko     | Turecko (Evropa)                                | Archivováno 6. 3. 2016 na Wayback Machine.   | Brazílie       | Brazílie (Jižní Amerika)       | Archivováno 4. 3. 2016 na Wayback Machine.   |
| Itálie      | Itálie (Evropa)                                 | Archivováno 19. 11. 2015 na Wayback Machine. | Kostarika      | Kostarika (Střední Amerika)    | Archivováno 19. 9. 2015 na Wayback Machine.  |
| Belgie      | Belgie (Evropa)                                 | Archivováno 30. 9. 2015 na Wayback Machine.  | USA            | USA (Severní Amerika)          | Archivováno 17. 9. 2015 na Wayback Machine.  |
| Anglie      | Anglie (Evropa)                                 | Archivováno 6. 3. 2016 na Wayback Machine.   | Mexiko         | Mexiko (Střední Amerika)       | Archivováno 17. 9. 2015 na Wayback Machine.  |
| Slovinsko   | Slovinsko (Evropa)                              | Archivováno 6. 3. 2016 na Wayback Machine.   | Nigérie        | Nigérie (Afrika)               | Archivováno 5. 3. 2016 na Wayback Machine.   |
| Irsko       | Irsko (Evropa)                                  | Archivováno 10. 9. 2015 na Wayback Machine.  | Senegal        | Senegal (Afrika)               | Archivováno 19. 11. 2015 na Wayback Machine. |
| Dánsko      | Dánsko (Evropa)                                 | Archivováno 19. 9. 2015 na Wayback Machine.  | Kamerun        | Kamerun (Afrika)               | Archivováno 5. 10. 2015 na Wayback Machine.  |
| Polsko      | Polsko (Evropa)                                 | Archivováno 19. 11. 2015 na Wayback Machine. | Jižní Afrika   | Jihoafrická republika (Afrika) | Archivováno 19. 11. 2015 na Wayback Machine. |
| Francie     | Francie (Evropa)                                | Archivováno 2. 11. 2015 na Wayback Machine.  | Tunisko        | Tunisko (Afrika)               | Archivováno 19. 11. 2015 na Wayback Machine. |
| Chorvatsko  | Chorvatsko (Evropa)                             | Archivováno 6. 3. 2016 na Wayback Machine.   | Čína           | Čína (Asie)                    | Archivováno 11. 7. 2015 na Wayback Machine.  |
| Španělsko   | Španělsko (Evropa)                              | Archivováno 19. 11. 2015 na Wayback Machine. | Japonsko       | Japonsko (Asie)                | Archivováno 6. 3. 2016 na Wayback Machine.   |
| Portugalsko | Portugalsko (Evropa)                            | Archivováno 13. 2. 2017 na Wayback Machine.  | Jižní Korea    | Jižní Korea (Asie)             | Archivováno 27. 9. 2015 na Wayback Machine.  |
| Ekvádor     | Ekvádor (Jižní Amerika)                         | Archivováno 5. 3. 2016 na Wayback Machine.   | Saúdská Arábie | Saúdská Arábie (Asie)          | Archivováno 3. 10. 2015 na Wayback Machine.  |

## Stadiony
| Tegu                                  | Soul | Pusan | Inčchon                               |
| ------------------------------------- | --- | --- | ------------------------------------- |
| Daegu Stadium                         | Seoul World Cup Stadium                                                                                            | Busan Asiad Stadium                                                                                                | Incheon Munhak Stadium                |
| 35°49′47,2″ s. š., 128°41′25,1″ v. d. | 37°34′5,6″ s. š., 126°53′50,5″ v. d.                                                                               | 35°11′24″ s. š., 129°3′29,6″ v. d.                                                                                 | 37°26′6,5″ s. š., 37°26′6,5″ v. d.    |
| Kapacita: 66 422                      | Kapacita: 66 704                                                                                                   | Kapacita: 55 982                                                                                                   | Kapacita: 49 084                      |
|                                       | | |                                       |
| Ulsan                                 | Pusan Tegu Tedžon Kwangdžu Inčchon Čondžu Sogüpcho Soul Suwon Ulsan Mistrovství světa ve fotbale 2002, Jižní Korea | Pusan Tegu Tedžon Kwangdžu Inčchon Čondžu Sogüpcho Soul Suwon Ulsan Mistrovství světa ve fotbale 2002, Jižní Korea | Suwon                                 |
| Ulsan Munsu Stadium                   | Pusan Tegu Tedžon Kwangdžu Inčchon Čondžu Sogüpcho Soul Suwon Ulsan Mistrovství světa ve fotbale 2002, Jižní Korea | Pusan Tegu Tedžon Kwangdžu Inčchon Čondžu Sogüpcho Soul Suwon Ulsan Mistrovství světa ve fotbale 2002, Jižní Korea | Suwon World Cup Stadium               |
| 35°32′7″ s. š., 129°15′34″ v. d.      | Pusan Tegu Tedžon Kwangdžu Inčchon Čondžu Sogüpcho Soul Suwon Ulsan Mistrovství světa ve fotbale 2002, Jižní Korea | Pusan Tegu Tedžon Kwangdžu Inčchon Čondžu Sogüpcho Soul Suwon Ulsan Mistrovství světa ve fotbale 2002, Jižní Korea | 37°17′10,6″ s. š., 127°2′12,8″ v. d.  |
| Kapacita: 44 102                      | Pusan Tegu Tedžon Kwangdžu Inčchon Čondžu Sogüpcho Soul Suwon Ulsan Mistrovství světa ve fotbale 2002, Jižní Korea | Pusan Tegu Tedžon Kwangdžu Inčchon Čondžu Sogüpcho Soul Suwon Ulsan Mistrovství světa ve fotbale 2002, Jižní Korea | Kapacita: 43 959                      |
|                                       | Pusan Tegu Tedžon Kwangdžu Inčchon Čondžu Sogüpcho Soul Suwon Ulsan Mistrovství světa ve fotbale 2002, Jižní Korea | Pusan Tegu Tedžon Kwangdžu Inčchon Čondžu Sogüpcho Soul Suwon Ulsan Mistrovství světa ve fotbale 2002, Jižní Korea |                                       |
| Kwangdžu                              | Čondžu | Sogüpcho | Tedžon                                |
| 35°8′1,16″ s. š., 126°52′29,66″ v. d. | 35°52′5,2″ s. š., 127°3′52″ v. d.                                                                                  | 33°14′46,1″ s. š., 126°30′33,14″ v. d.                                                                             | 36°21′54,5″ s. š., 127°19′30,6″ v. d. |
| Gwangju World Cup Stadium             | Jeonju World Cup Stadium                                                                                           | Jeju World Cup Stadium                                                                                             | Daejeon World Cup Stadium             |
| Kapacita: 44 118                      | Kapacita: 42 477                                                                                                   | Kapacita: 35 657                                                                                                   | Kapacita: 40 535                      |
|                                       | | |                                       |

| Jokohama                                | Saitama | Šizuoka | Osaka                                  |
| --------------------------------------- | --- | --- | -------------------------------------- |
| Nissan Stadium                          | Saitama Stadium 2002                                                                                             | Shizuoka Stadium                                                                                                 | Nagai Stadium                          |
| 35°30′36,16″ s. š., 139°36′22,49″ v. d. | 35°54′11,31″ s. š., 139°43′2,97″ v. d.                                                                           | 34°44′35,6″ s. š., 137°58′13,81″ v. d.                                                                           | 34°36′50,83″ s. š., 135°31′6,42″ v. d. |
| Kapacita: 72 327                        | Kapacita: 63 700                                                                                                 | Kapacita: 50 889                                                                                                 | Kapacita: 47 000                       |
|                                         | | |                                        |
| Rifu                                    | Kašima Kóbe Rifu Niigata Óita Osaka Saitama Sapporo Šizuoka Jokohama Mistrovství světa ve fotbale 2002, Japonsko | Kašima Kóbe Rifu Niigata Óita Osaka Saitama Sapporo Šizuoka Jokohama Mistrovství světa ve fotbale 2002, Japonsko | Óita                                   |
| Miyagi Stadium                          | Kašima Kóbe Rifu Niigata Óita Osaka Saitama Sapporo Šizuoka Jokohama Mistrovství světa ve fotbale 2002, Japonsko | Kašima Kóbe Rifu Niigata Óita Osaka Saitama Sapporo Šizuoka Jokohama Mistrovství světa ve fotbale 2002, Japonsko | Ōita Stadium                           |
| 38°20′7,41″ s. š., 140°57′1,51″ v. d.   | Kašima Kóbe Rifu Niigata Óita Osaka Saitama Sapporo Šizuoka Jokohama Mistrovství světa ve fotbale 2002, Japonsko | Kašima Kóbe Rifu Niigata Óita Osaka Saitama Sapporo Šizuoka Jokohama Mistrovství světa ve fotbale 2002, Japonsko | 33°12′2″ s. š., 131°39′27″ v. d.       |
| Kapacita: 49 133                        | Kašima Kóbe Rifu Niigata Óita Osaka Saitama Sapporo Šizuoka Jokohama Mistrovství světa ve fotbale 2002, Japonsko | Kašima Kóbe Rifu Niigata Óita Osaka Saitama Sapporo Šizuoka Jokohama Mistrovství světa ve fotbale 2002, Japonsko | Kapacita: 40 000                       |
|                                         | Kašima Kóbe Rifu Niigata Óita Osaka Saitama Sapporo Šizuoka Jokohama Mistrovství světa ve fotbale 2002, Japonsko | Kašima Kóbe Rifu Niigata Óita Osaka Saitama Sapporo Šizuoka Jokohama Mistrovství světa ve fotbale 2002, Japonsko |                                        |
| Niigata                                 | Kašima | Kóbe | Sapporo                                |
| 37°52′57,41″ s. š., 139°3′33,01″ v. d.  | 35°59′30,28″ s. š., 140°38′25,89″ v. d.                                                                          | 34°39′24,15″ s. š., 135°10′8,27″ v. d.                                                                           | 43°0′54,62″ s. š., 141°24′35,16″ v. d. |
| Niigata Stadium                         | Kashima Soccer Stadium                                                                                           | Kobe Wing Stadium                                                                                                | Sapporo Dome                           |
| Kapacita: 42 300                        | Kapacita: 40 728                                                                                                 | Kapacita: 30 132                                                                                                 | Kapacita: 41 484                       |
|                                         | | |                                        |

## Skupinová fáze

### Skupina A
| Tým     | Z | V | R | P | VG | IG | +/- | B |
| ------- | - | - | - | - | -- | -- | --- | - |
| Dánsko  | 3 | 2 | 1 | 0 | 5  | 2  | +3  | 7 |
| Senegal | 3 | 1 | 2 | 0 | 5  | 4  | +1  | 5 |
| Uruguay | 3 | 0 | 2 | 1 | 4  | 5  | -1  | 2 |
| Francie | 3 | 0 | 1 | 2 | 0  | 3  | -3  | 1 |

| 31. května 2002 20:30 |          |                |                                                                                     |
| Francie               | 0 : 1    | Senegal        | Seoul World Cup Stadium, Soul diváci: 62 561 rozhodčí: Ali Bujsaim (Saúdská Arábie) |
|                       | (Report) | Bouba Diop 30' | Seoul World Cup Stadium, Soul diváci: 62 561 rozhodčí: Ali Bujsaim (Saúdská Arábie) |

| 1. června 2002 18:00 |          |                   |                                                                        |
| Uruguay              | 1 : 2    | Dánsko            | Ulsan Munsu Stadium, Ulsan diváci: 30 157 rozhodčí: Saad Mane (Kuvajt) |
| Rodríguez 47'        | (Report) | Tomasson 45', 83' | Ulsan Munsu Stadium, Ulsan diváci: 30 157 rozhodčí: Saad Mane (Kuvajt) |

| 6. června 2002 15:30 |          |          |                                                                        |
| Dánsko               | 1 : 1    | Senegal  | Daegu Stadium, Tegu diváci: 43 500 rozhodčí: Carlos Batres (Guatemala) |
| Tomasson 16' (pen.)  | (Report) | Diao 52' | Daegu Stadium, Tegu diváci: 43 500 rozhodčí: Carlos Batres (Guatemala) |

| 6. června 2002 20:30 |          |         |                                                                           |
| Francie              | 0 : 0    | Uruguay | Busan Asiad Stadium, Pusan diváci: 38 289 rozhodčí: Felipe Ramos (Mexiko) |
|                      | (Report) |         | Busan Asiad Stadium, Pusan diváci: 38 289 rozhodčí: Felipe Ramos (Mexiko) |

| 11. června 2002 15:30      |          |         |                                                                                           |
| Dánsko                     | 2 : 0    | Francie | Incheon Munhak Stadium, Inčchon diváci: 48 100 rozhodčí: Vítor Melo Pereira (Portugalsko) |
| Rommedahl 22' Tomasson 67' | (Report) |         | Incheon Munhak Stadium, Inčchon diváci: 48 100 rozhodčí: Vítor Melo Pereira (Portugalsko) |

| 11. června 2002 15:30                |          |                                          |                                                                                   |
| Senegal                              | 3 : 3    | Uruguay                                  | Suwon World Cup Stadium, Suwon diváci: 33 681 rozhodčí: Jan Wegereef (Nizozemsko) |
| Fadiga 20' (pen.) Bouba Diop 26' 38' | (Report) | Morales 46' Forlán 69' Recoba 88' (pen.) | Suwon World Cup Stadium, Suwon diváci: 33 681 rozhodčí: Jan Wegereef (Nizozemsko) |

### Skupina B
| Tým                   | Z | V | R | P | VG | IG | +/- | B |
| --------------------- | - | - | - | - | -- | -- | --- | - |
| Španělsko             | 3 | 3 | 0 | 0 | 9  | 4  | +5  | 9 |
| Paraguay              | 3 | 1 | 1 | 1 | 6  | 6  | 0   | 4 |
| Jihoafrická republika | 3 | 1 | 1 | 1 | 5  | 5  | 0   | 4 |
| Slovinsko             | 3 | 0 | 0 | 3 | 2  | 7  | -5  | 0 |

| 2. června 2002 16:30    |          |                                     |                                                                              |
| Paraguay                | 2 : 2    | Jihoafrická republika               | Busan Asiad Stadium, Pusan diváci: 25 186 rozhodčí: Ľuboš Micheľ (Slovensko) |
| Santa Cruz 39' Arce 55' | (Report) | T. Mokoena 63' Fortune 90+1' (pen.) | Busan Asiad Stadium, Pusan diváci: 25 186 rozhodčí: Ľuboš Micheľ (Slovensko) |

| 2. června 2002 20:30                   |          |               |                                                                                       |
| Španělsko                              | 3 : 1    | Slovinsko     | Gwangju World Cup Stadium, Kwangdžu diváci: 28 598 rozhodčí: Mohamed Guezzaz (Maroko) |
| Raúl 44' Valerón 74' Hierro 87' (pen.) | (Report) | Cimirotič 82' | Gwangju World Cup Stadium, Kwangdžu diváci: 28 598 rozhodčí: Mohamed Guezzaz (Maroko) |

| 7. června 2002 18:00                 |          |                 |                                                                                     |
| Španělsko                            | 3 : 1    | Paraguay        | Jeonju World Cup Stadium, Čondžu diváci: 24 000 rozhodčí: Gamal Al-Ghandour (Egypt) |
| Morientes 53', 69' Hierro 83' (pen.) | (Report) | Puyol 10' (vl.) | Jeonju World Cup Stadium, Čondžu diváci: 24 000 rozhodčí: Gamal Al-Ghandour (Egypt) |

| 8. června 2002 15:30  |          |           |                                                                        |
| Jihoafrická republika | 1 : 0    | Slovinsko | Daegu Stadium, Tegu diváci: 47 226 rozhodčí: Ángel Sánchez (Argentina) |
| Nomvethe 4'           | (Report) |           | Daegu Stadium, Tegu diváci: 47 226 rozhodčí: Ángel Sánchez (Argentina) |

| 12. června 2002 20:30   |          |                             |                                                                               |
| Jihoafrická republika   | 2 : 3    | Španělsko                   | Daejeon World Cup Stadium, Tedžon diváci: 31 024 rozhodčí: Saad Mane (Kuvajt) |
| McCarthy 31' Radebe 53' | (Report) | Raúl 4', 56' Mendieta 45+1' | Daejeon World Cup Stadium, Tedžon diváci: 31 024 rozhodčí: Saad Mane (Kuvajt) |

| 12. června 2002 20:30 |          |                            |                                                                                 |
| Slovinsko             | 1 : 3    | Paraguay                   | Jeju World Cup Stadium, Sogüpcho diváci: 30 176 rozhodčí: Felipe Ramos (Mexiko) |
| Ačimovič 45+1'        | (Report) | Cuevas 65', 84' Campos 73' | Jeju World Cup Stadium, Sogüpcho diváci: 30 176 rozhodčí: Felipe Ramos (Mexiko) |

### Skupina C
| Tým       | Z | V | R | P | VG | IG | +/- | B |
| --------- | - | - | - | - | -- | -- | --- | - |
| Brazílie  | 3 | 3 | 0 | 0 | 11 | 3  | +8  | 9 |
| Turecko   | 3 | 1 | 1 | 1 | 5  | 3  | +2  | 4 |
| Kostarika | 3 | 1 | 1 | 1 | 5  | 6  | -1  | 4 |
| Čína      | 3 | 0 | 0 | 3 | 0  | 9  | -9  | 0 |

| 3. června 2002 18:00           |          |             |                                                                                 |
| Brazílie                       | 2 : 1    | Turecko     | Ulsan Munsu Stadium, Ulsan diváci: 33 842 rozhodčí: Kim Young-Joo (Jižní Korea) |
| Ronaldo 50' Rivaldo 87' (pen.) | (Report) | Hasan 45+2' | Ulsan Munsu Stadium, Ulsan diváci: 33 842 rozhodčí: Kim Young-Joo (Jižní Korea) |

| 4. června 2002 15:30 |          |                      |                                                                                     |
| Čína                 | 0 : 2    | Kostarika            | Gwangju World Cup Stadium, Kwangdžu diváci: 27 217 rozhodčí: Kyros Vassaras (Řecko) |
|                      | (Report) | Gómez 61' Wright 65' | Gwangju World Cup Stadium, Kwangdžu diváci: 27 217 rozhodčí: Kyros Vassaras (Řecko) |

| 8. června 2002 20:30                                             |          |      |                                                                                  |
| Brazílie                                                         | 4 : 0    | Čína | Jeju World Cup Stadium, Sogüpcho diváci: 36 750 rozhodčí: Anders Frisk (Švédsko) |
| Roberto Carlos 15' Rivaldo 32' Ronaldinho 45' (pen.) Ronaldo 55' | (Report) |      | Jeju World Cup Stadium, Sogüpcho diváci: 36 750 rozhodčí: Anders Frisk (Švédsko) |

| 9. června 2002 18:00 |          |             |                                                                               |
| Kostarika            | 1 : 1    | Turecko     | Incheon Munhak Stadium, Inčchon diváci: 42 299 rozhodčí: Coffi Codjia (Benin) |
| Parks 86'            | (Report) | Emre B. 56' | Incheon Munhak Stadium, Inčchon diváci: 42 299 rozhodčí: Coffi Codjia (Benin) |

| 13. června 2002 15:30  |          |                                                      |                                                                                   |
| Kostarika              | 2 : 5    | Brazílie                                             | Suwon World Cup Stadium, Suwon diváci: 38 524 rozhodčí: Gamal Al-Ghandour (Egypt) |
| Wanchope 39' Gómez 56' | (Report) | Ronaldo 10', 13' Edmílson 38' Rivaldo 62' Júnior 64' | Suwon World Cup Stadium, Suwon diváci: 38 524 rozhodčí: Gamal Al-Ghandour (Egypt) |

| 13. června 2002 15:30          |          |      |                                                                              |
| Turecko                        | 3 : 0    | Čína | Seoul World Cup Stadium, Soul diváci: 43 605 rozhodčí: Óscar Ruiz (Kolumbie) |
| Hasan 6' Bülent 9' Ümit D. 85' | (Report) |      | Seoul World Cup Stadium, Soul diváci: 43 605 rozhodčí: Óscar Ruiz (Kolumbie) |

### Skupina D
| Tým         | Z | V | R | P | VG | IG | +/- | B |
| ----------- | - | - | - | - | -- | -- | --- | - |
| Jižní Korea | 3 | 2 | 1 | 0 | 4  | 1  | +3  | 7 |
| USA         | 3 | 1 | 1 | 1 | 5  | 6  | -1  | 4 |
| Portugalsko | 3 | 1 | 0 | 2 | 6  | 4  | +2  | 3 |
| Polsko      | 3 | 1 | 0 | 2 | 3  | 7  | -4  | 3 |

| 4. června 2002 20:30                 |          |        |                                                                           |
| Jižní Korea                          | 2 : 0    | Polsko | Busan Asiad Stadium, Pusan diváci: 48 760 rozhodčí: Óscar Ruiz (Kolumbie) |
| Hwang Sun-Hong 26' Ju Sang-čchol 53' | (Report) |        | Busan Asiad Stadium, Pusan diváci: 48 760 rozhodčí: Óscar Ruiz (Kolumbie) |

| 5. června 2002 18:00                      |          |                          |                                                                                |
| USA                                       | 3 : 2    | Portugalsko              | Suwon World Cup Stadium, Suwon diváci: 37 306 rozhodčí: Byron Moreno (Ekvádor) |
| O'Brien 4' J. Costa 29' (vl.) McBride 36' | (Report) | Beto 39' Agoos 71' (vl.) | Suwon World Cup Stadium, Suwon diváci: 37 306 rozhodčí: Byron Moreno (Ekvádor) |

| 10. června 2002 15:30 |          |            |                                                                    |
| Jižní Korea           | 1 : 1    | USA        | Daegu Stadium, Tegu diváci: 60 778 rozhodčí: Urs Meier (Švýcarsko) |
| Ahn Jung-Hwan 78'     | (Report) | Mathis 24' | Daegu Stadium, Tegu diváci: 60 778 rozhodčí: Urs Meier (Švýcarsko) |

| 10. června 2002 20:30              |          |        |                                                                                 |
| Portugalsko                        | 4 : 0    | Polsko | Jeonju World Cup Stadium, Čondžu diváci: 31 000 rozhodčí: Hugh Dallas (Skotsko) |
| Pauleta 14', 65', 77' R. Costa 88' | (Report) |        | Jeonju World Cup Stadium, Čondžu diváci: 31 000 rozhodčí: Hugh Dallas (Skotsko) |

| 14. června 2002 20:30 |          |                 |                                                                            |
| Portugalsko           | 0 : 1    | Jižní Korea     | Munhak Stadium, Inčchon diváci: 50 239 rozhodčí: Ángel Sánchez (Argentina) |
|                       | (Report) | Pak Či-song 70' | Munhak Stadium, Inčchon diváci: 50 239 rozhodčí: Ángel Sánchez (Argentina) |

| 14. června 2002 20:30                            |          |             |                                                                          |
| Polsko                                           | 3 : 1    | USA         | Daejeon World Cup Stadium, Tedžon diváci: 26 482 rozhodčí: Lu Jun (Čína) |
| Olisadebe 3' Kryszałowicz 5' Marcin Żewłakow 66' | (Report) | Donovan 83' | Daejeon World Cup Stadium, Tedžon diváci: 26 482 rozhodčí: Lu Jun (Čína) |

### Skupina E
| Tým            | Z | V | R | P | VG | IG | +/- | B |
| -------------- | - | - | - | - | -- | -- | --- | - |
| Německo        | 3 | 2 | 1 | 0 | 11 | 1  | +10 | 7 |
| Irsko          | 3 | 1 | 2 | 0 | 5  | 2  | +3  | 5 |
| Kamerun        | 3 | 1 | 1 | 1 | 2  | 3  | -1  | 4 |
| Saúdská Arábie | 3 | 0 | 0 | 3 | 0  | 12 | -12 | 0 |

| 1. června 2002 15:30 |          |            |                                                                            |
| Irsko                | 1 : 1    | Kamerun    | Niigata Stadium, Niigata diváci: 33 679 rozhodčí: Toru Kamikawa (Japonsko) |
| Holland 52'          | (Report) | M’Boma 39' | Niigata Stadium, Niigata diváci: 33 679 rozhodčí: Toru Kamikawa (Japonsko) |

| 1. června 2002 20:30                                                                 |          |                |                                                                         |
| Německo                                                                              | 8 : 0    | Saúdská Arábie | Sapporo Dome, Sapporo diváci: 32 218 rozhodčí: Ubaldo Aquino (Paraguay) |
| Klose 20', 25', 69' Ballack 40' Jancker 45+1' Linke 73' Bierhoff 84' Schneider 90+1' | (Report) |                | Sapporo Dome, Sapporo diváci: 32 218 rozhodčí: Ubaldo Aquino (Paraguay) |

| 5. června 2002 20:30 |          |                    |                                                                                     |
| Německo              | 1 : 1    | Irsko              | Kashima Soccer Stadium, Kašima diváci: 35 854 rozhodčí: Kim Milton Nielsen (Dánsko) |
| Klose 19'            | (Report) | Robbie Keane 90+2' | Kashima Soccer Stadium, Kašima diváci: 35 854 rozhodčí: Kim Milton Nielsen (Dánsko) |

| 6. června 2002 18:00 |          |                |                                                                        |
| Kamerun              | 1 : 0    | Saúdská Arábie | Saitama Stadium, Saitama diváci: 52 328 rozhodčí: Terje Hauge (Norsko) |
| Eto'o 66'            | (Report) |                | Saitama Stadium, Saitama diváci: 52 328 rozhodčí: Terje Hauge (Norsko) |

| 11. června 2002 20:30 |          |                    |                                                                                    |
| Kamerun               | 0 : 2    | Německo            | Shizuoka Stadium, Šizuoka diváci: 47 085 rozhodčí: Antonio López Nieto (Španělsko) |
|                       | (Report) | Bode 50' Klose 79' | Shizuoka Stadium, Šizuoka diváci: 47 085 rozhodčí: Antonio López Nieto (Španělsko) |

| 11. června 2002 20:30 |          |                                    |                                                                          |
| Saúdská Arábie        | 0 : 3    | Irsko                              | Nissan Stadium, Jokohama diváci: 65 320 rozhodčí: Falla N'Doye (Senegal) |
|                       | (Report) | Robbie Keane 7' Breen 61' Duff 87' | Nissan Stadium, Jokohama diváci: 65 320 rozhodčí: Falla N'Doye (Senegal) |

### Skupina F
| Tým       | Z | V | R | P | VG | IG | +/- | B |
| --------- | - | - | - | - | -- | -- | --- | - |
| Švédsko   | 3 | 1 | 2 | 0 | 4  | 3  | +1  | 5 |
| Anglie    | 3 | 1 | 2 | 0 | 2  | 1  | +1  | 5 |
| Argentina | 3 | 1 | 1 | 1 | 2  | 2  | 0   | 4 |
| Nigérie   | 3 | 0 | 1 | 2 | 1  | 3  | -2  | 1 |

| 2. června 2002 14:30 |          |         |                                                                                    |
| Argentina            | 1 : 0    | Nigérie | Kashima Soccer Stadium, Kašima diváci: 34 050 rozhodčí: Gilles Veissière (Francie) |
| Batistuta 63'        | (Report) |         | Kashima Soccer Stadium, Kašima diváci: 34 050 rozhodčí: Gilles Veissière (Francie) |

| 2. června 2002 18:30 |          |                   |                                                                           |
| Anglie               | 1 : 1    | Švédsko           | Saitama Stadium, Saitama diváci: 52 721 rozhodčí: Carlos Simon (Brazílie) |
| Campbell 24'         | (Report) | Alexandersson 59' | Saitama Stadium, Saitama diváci: 52 721 rozhodčí: Carlos Simon (Brazílie) |

| 7. června 2002 15:30    |          |              |                                                                        |
| Švédsko                 | 2 : 1    | Nigérie      | Kobe Wing Stadium, Kóbe diváci: 36 194 rozhodčí: René Ortube (Bolívie) |
| Larsson 35', 63' (pen.) | (Report) | Aghahowa 27' | Kobe Wing Stadium, Kóbe diváci: 36 194 rozhodčí: René Ortube (Bolívie) |

| 7. června 2002 20:30 |          |                    |                                                                           |
| Argentina            | 0 : 1    | Anglie             | Sapporo Dome, Sapporo diváci: 35 927 rozhodčí: Pierluigi Collina (Itálie) |
|                      | (Report) | Beckham 44' (pen.) | Sapporo Dome, Sapporo diváci: 35 927 rozhodčí: Pierluigi Collina (Itálie) |

| 12. června 2002 15:30 |          |            |                                                                            |
| Švédsko               | 1 : 1    | Argentina  | Miyagi Stadium, Rifu diváci: 45 777 rozhodčí: Ali Bujsaim (Saúdská Arábie) |
| A. Svensson 59'       | (Report) | Crespo 88' | Miyagi Stadium, Rifu diváci: 45 777 rozhodčí: Ali Bujsaim (Saúdská Arábie) |

| 12. června 2002 15:30 |          |        |                                                                                   |
| Nigérie               | 0 : 0    | Anglie | Stadion Nagai, Ósaka diváci: 44 864 rozhodčí: Brian Hall (Spojené státy americké) |
|                       | (Report) |        | Stadion Nagai, Ósaka diváci: 44 864 rozhodčí: Brian Hall (Spojené státy americké) |

### Skupina G
| Tým        | Z | V | R | P | VG | IG | +/- | B |
| ---------- | - | - | - | - | -- | -- | --- | - |
| Mexiko     | 3 | 2 | 1 | 0 | 4  | 2  | +2  | 7 |
| Itálie     | 3 | 1 | 1 | 1 | 4  | 3  | +1  | 4 |
| Chorvatsko | 3 | 1 | 0 | 2 | 2  | 3  | -1  | 3 |
| Ekvádor    | 3 | 1 | 0 | 2 | 2  | 4  | -2  | 3 |

| 3. června 2002 15:30 |          |                   |                                                                 |
| Chorvatsko           | 0 : 1    | Mexiko            | Niigata Stadium, Niigata diváci: 32 239 rozhodčí: Lu Jun (Čína) |
|                      | (Report) | Blanco 60' (pen.) | Niigata Stadium, Niigata diváci: 32 239 rozhodčí: Lu Jun (Čína) |

| 3. června 2002 20:30 |          |         |                                                                                    |
| Itálie               | 2 : 0    | Ekvádor | Sapporo Dome, Sapporo diváci: 31 081 rozhodčí: Brian Hall (Spojené státy americké) |
| Vieri 7', 27'        | (Report) |         | Sapporo Dome, Sapporo diváci: 31 081 rozhodčí: Brian Hall (Spojené státy americké) |

| 8. června 2002 18:00 |          |                     |                                                                              |
| Itálie               | 1 : 2    | Chorvatsko          | Kashima Soccer Stadium, Kašima diváci: 36 472 rozhodčí: Graham Poll (Anglie) |
| Vieri 55'            | (Report) | Olić 73' Rapaić 76' | Kashima Soccer Stadium, Kašima diváci: 36 472 rozhodčí: Graham Poll (Anglie) |

| 9. června 2002 15:30     |          |            |                                                                      |
| Mexiko                   | 2 : 1    | Ekvádor    | Miyagi Stadium, Rifu diváci: 45 610 rozhodčí: Mourad Daami (Tunisko) |
| Borgetti 28' Torrado 57' | (Report) | Delgado 5' | Miyagi Stadium, Rifu diváci: 45 610 rozhodčí: Mourad Daami (Tunisko) |

| 13. června 2002 20:30 |          |               |                                                                     |
| Mexiko                | 1 : 1    | Itálie        | Ōita Stadium, Óita diváci: 39 291 rozhodčí: Carlos Simon (Brazílie) |
| Borgetti 34'          | (Report) | Del Piero 85' | Ōita Stadium, Óita diváci: 39 291 rozhodčí: Carlos Simon (Brazílie) |

| 13. června 2002 20:30 |          |            |                                                                              |
| Ekvádor               | 1 : 0    | Chorvatsko | Nissan Stadium, Jokohama diváci: 65 862 rozhodčí: William Mattus (Kostarika) |
| Méndez 48'            | (Report) |            | Nissan Stadium, Jokohama diváci: 65 862 rozhodčí: William Mattus (Kostarika) |

### Skupina H
| Tým      | Z | V | R | P | VG | IG | +/- | B |
| -------- | - | - | - | - | -- | -- | --- | - |
| Japonsko | 3 | 2 | 1 | 0 | 5  | 2  | +3  | 7 |
| Belgie   | 3 | 1 | 2 | 0 | 6  | 5  | +1  | 5 |
| Rusko    | 3 | 1 | 0 | 2 | 4  | 4  | 0   | 3 |
| Tunisko  | 3 | 0 | 1 | 2 | 1  | 5  | -4  | 1 |

| 4. června 2002 18:00   |          |                                |                                                                              |
| Japonsko               | 2 : 2    | Belgie                         | Saitama Stadium, Saitama diváci: 55 256 rozhodčí: William Mattus (Kostarika) |
| Suzuki 59' Inamoto 67' | (Report) | Wilmots 57' Van Der Heyden 75' | Saitama Stadium, Saitama diváci: 55 256 rozhodčí: William Mattus (Kostarika) |

| 5. června 2002 15:30        |          |         |                                                                              |
| Rusko                       | 2 : 0    | Tunisko | Kobe Wing Stadium, Kóbe diváci: 30 957 rozhodčí: Peter Prendergast (Jamajka) |
| Titov 59' Karpin 64' (pen.) | (Report) |         | Kobe Wing Stadium, Kóbe diváci: 30 957 rozhodčí: Peter Prendergast (Jamajka) |

| 9. června 2002 20:30 |          |       |                                                                         |
| Japonsko             | 1 : 0    | Rusko | Nissan Stadium, Jokohama diváci: 66 108 rozhodčí: Markus Merk (Německo) |
| Inamoto 51'          | (Report) |       | Nissan Stadium, Jokohama diváci: 66 108 rozhodčí: Markus Merk (Německo) |

| 10. června 2002 18:00 |          |             |                                                                     |
| Tunisko               | 1 : 1    | Belgie      | Ōita Stadium, Óita diváci: 39 700 rozhodčí: Mark Shield (Austrálie) |
| Bouzaiene 17'         | (Report) | Wilmots 13' | Ōita Stadium, Óita diváci: 39 700 rozhodčí: Mark Shield (Austrálie) |

| 14. června 2002 15:30 |          |                             |                                                                          |
| Tunisko               | 0 : 2    | Japonsko                    | Stadion Nagai, Ósaka diváci: 45 213 rozhodčí: Gilles Veissière (Francie) |
|                       | (Report) | Morishima 48' H. Nakata 75' | Stadion Nagai, Ósaka diváci: 45 213 rozhodčí: Gilles Veissière (Francie) |

| 14. června 2002 15:30          |          |                           |                                                                                |
| Belgie                         | 3 : 2    | Rusko                     | Shizuoka Stadium, Šizuoka diváci: 46 640 rozhodčí: Kim Milton Nielsen (Dánsko) |
| Walem 7' Sonck 78' Wilmots 82' | (Report) | Běsčastnych 52' Syčev 88' | Shizuoka Stadium, Šizuoka diváci: 46 640 rozhodčí: Kim Milton Nielsen (Dánsko) |

## Vyřazovací fáze
|  | Osmifinále           | Osmifinále         |                       |       | Čtvrtfinále   | Čtvrtfinále   |  |  | Semifinále | Semifinále |  |  | Finále | Finále |
|  |                      |                    |                       |       |               |               |  |  |            |            |  |  |        |        |
|  |                      |                    |                       |       |               |               |  |  |            |            |  |  |        |        |
|  |                      |                    |                       |       |               |               |  |  |            |            |  |  |        |        |
|  | Německo              | 1                  |                       |       |               |               |  |  |            |            |  |  |        |        |
|  | Německo              | 1                  |                       |       |               |               |  |  |            |            |  |  |        |        |
|  | Paraguay             | 0                  |                       |       |               |               |  |  |            |            |  |  |        |        |
|  | Paraguay             | 0                  | Německo               | 1     |               |               |  |  |            |            |  |  |        |        |
|  |                      |                    | Německo               | 1     |               |               |  |  |            |            |  |  |        |        |
|  |                      | USA                | 0                     |       |               |               |  |  |            |            |  |  |        |        |
|  | Mexiko               | USA                | 0                     | 0     |               |               |  |  |            |            |  |  |        |        |
|  | Mexiko               |                    |                       | 0     |               |               |  |  |            |            |  |  |        |        |
|  | USA                  | 2                  |                       |       |               |               |  |  |            |            |  |  |        |        |
|  | USA                  | 2                  | Německo               | 1     |               |               |  |  |            |            |  |  |        |        |
|  |                      |                    | Německo               | 1     |               |               |  |  |            |            |  |  |        |        |
|  |                      | Jižní Korea        | 0                     |       |               |               |  |  |            |            |  |  |        |        |
|  | Španělsko (pen.)     | Jižní Korea        | 0                     | 1 (3) |               |               |  |  |            |            |  |  |        |        |
|  | Španělsko (pen.)     |                    |                       | 1 (3) |               |               |  |  |            |            |  |  |        |        |
|  | Irsko                | 1 (2)              |                       |       |               |               |  |  |            |            |  |  |        |        |
|  | Irsko                | 1 (2)              | Španělsko             | 0 (3) |               |               |  |  |            |            |  |  |        |        |
|  |                      |                    | Španělsko             | 0 (3) |               |               |  |  |            |            |  |  |        |        |
|  |                      | Jižní Korea (pen.) | 0 (5)                 |       |               |               |  |  |            |            |  |  |        |        |
|  | Jižní Korea (po pr.) | Jižní Korea (pen.) | 0 (5)                 | 2     |               |               |  |  |            |            |  |  |        |        |
|  | Jižní Korea (po pr.) |                    | 30. červen – Jokohama | 2     |               |               |  |  |            |            |  |  |        |        |
|  | Itálie               | 1                  |                       |       |               |               |  |  |            |            |  |  |        |        |
|  | Itálie               | 1                  | Německo               | 0     |               |               |  |  |            |            |  |  |        |        |
|  |                      |                    | Německo               | 0     |               |               |  |  |            |            |  |  |        |        |
|  |                      | Brazílie           | 2                     |       |               |               |  |  |            |            |  |  |        |        |
|  | Dánsko               | Brazílie           | 2                     | 0     |               |               |  |  |            |            |  |  |        |        |
|  | Dánsko               |                    |                       | 0     |               |               |  |  |            |            |  |  |        |        |
|  | Anglie               | 3                  |                       |       |               |               |  |  |            |            |  |  |        |        |
|  | Anglie               | 3                  | Anglie                | 1     |               |               |  |  |            |            |  |  |        |        |
|  |                      |                    | Anglie                | 1     |               |               |  |  |            |            |  |  |        |        |
|  |                      | Brazílie           | 2                     |       |               |               |  |  |            |            |  |  |        |        |
|  | Brazílie             | Brazílie           | 2                     | 2     |               |               |  |  |            |            |  |  |        |        |
|  | Brazílie             |                    |                       | 2     |               |               |  |  |            |            |  |  |        |        |
|  | Belgie               | 0                  |                       |       |               |               |  |  |            |            |  |  |        |        |
|  | Belgie               | 0                  | Brazílie              | 1     |               |               |  |  |            |            |  |  |        |        |
|  |                      |                    | Brazílie              | 1     |               |               |  |  |            |            |  |  |        |        |
|  |                      | Turecko            | 0                     |       | O třetí místo | O třetí místo |  |  |            |            |  |  |        |        |
|  | Švédsko              | Turecko            | 0                     | 1     | O třetí místo | O třetí místo |  |  |            |            |  |  |        |        |
|  | Švédsko              |                    |                       | 1     |               |               |  |  |            |            |  |  |        |        |
|  | Senegal (po pr.)     | 2                  |                       |       |               |               |  |  |            |            |  |  |        |        |
|  | Senegal (po pr.)     | 2                  | Senegal               | 0     | Jižní Korea   | 2             |  |  |            |            |  |  |        |        |
|  |                      |                    | Senegal               | 0     | Jižní Korea   | 2             |  |  |            |            |  |  |        |        |
|  |                      | Turecko (po pr.)   | 1                     |       | Turecko       | 3             |  |  |            |            |  |  |        |        |
|  | Japonsko             | Turecko (po pr.)   | 1                     | 0     | Turecko       | 3             |  |  |            |            |  |  |        |        |
|  | Japonsko             |                    |                       | 0     |               |               |  |  |            |            |  |  |        |        |
|  | Turecko              | 1                  |                       |       |               |               |  |  |            |            |  |  |        |        |
|  | Turecko              | 1                  |                       |       |               |               |  |  |            |            |  |  |        |        |

### Osmifinále
| 15. června 2002 15:30 |          |          |                                                                                             |
| Německo               | 1 : 0    | Paraguay | Jeju World Cup Stadium, Sogüpcho diváci: 25 176 rozhodčí: Carlos Alberto Batres (Guatemala) |
| Neuville 88'          | (Report) |          | Jeju World Cup Stadium, Sogüpcho diváci: 25 176 rozhodčí: Carlos Alberto Batres (Guatemala) |

| 15. června 2002 20:30 |          |                                  |                                                                         |
| Dánsko                | 0 : 3    | Anglie                           | Niigata Stadium, Niigata diváci: 40 582 rozhodčí: Markus Merk (Německo) |
|                       | (Report) | Ferdinand 5' Owen 22' Heskey 44' | Niigata Stadium, Niigata diváci: 40 582 rozhodčí: Markus Merk (Německo) |

| 16. června 2002 15:30 |                   |                    |                                                                      |
| Švédsko               | 1 : 2 (zlatý gól) | Senegal            | Ōita Stadium, Óita diváci: 39 747 rozhodčí: Ubaldo Aquino (Paraguay) |
| Larsson 11'           | (Report)          | H. Camara 37' 104' | Ōita Stadium, Óita diváci: 39 747 rozhodčí: Ubaldo Aquino (Paraguay) |

| 16. června 2002 20:30 |                   |                         |                                                                                |
| Španělsko             | 1 : 1 (po prodl.) | Irsko                   | Suwon World Cup Stadium, Suwon diváci: 38 926 rozhodčí: Anders Frisk (Švédsko) |
| Morientes 8'          | (Report)          | Robbie Keane 90' (pen.) | Suwon World Cup Stadium, Suwon diváci: 38 926 rozhodčí: Anders Frisk (Švédsko) |

|                                         |       | Penaltový rozstřel                           |  |
| Hierro Baraja Juanfran Valerón Mendieta | 3 : 2 | Robbie Keane Holland Connolly Kilbane Finnan |  |

| 17. června 2002 15:30 |          |                        |                                                                                            |
| Mexiko                | 0 : 2    | USA                    | Jeonju World Cup Stadium, Čondžu diváci: 36 380 rozhodčí: Vitor Melo Pereira (Portugalsko) |
|                       | (Report) | McBride 8' Donovan 65' | Jeonju World Cup Stadium, Čondžu diváci: 36 380 rozhodčí: Vitor Melo Pereira (Portugalsko) |

| 17. června 2002 20:30   |          |        |                                                                              |
| Brazílie                | 2 : 0    | Belgie | Kobe Wing Stadium, Kóbe diváci: 40 440 rozhodčí: Peter Prendergast (Jamajka) |
| Rivaldo 67' Ronaldo 87' | (Report) |        | Kobe Wing Stadium, Kóbe diváci: 40 440 rozhodčí: Peter Prendergast (Jamajka) |

| 18. června 2002 15:30 |          |             |                                                                          |
| Japonsko              | 0 : 1    | Turecko     | Miyagi Stadium, Rifu diváci: 45 666 rozhodčí: Pierluigi Collina (Itálie) |
|                       | (Report) | Ümit D. 12' | Miyagi Stadium, Rifu diváci: 45 666 rozhodčí: Pierluigi Collina (Itálie) |

| 18. června 2002 20:30                |                   |           |                                                                                   |
| Jižní Korea                          | 2 : 1 (zlatý gól) | Itálie    | Daejeon World Cup Stadium, Tedžon diváci: 38 588 rozhodčí: Byron Moreno (Ekvádor) |
| Seol Ki-Hyeon 88' Ahn Jung-Hwan 117' | (Report)          | Vieri 18' | Daejeon World Cup Stadium, Tedžon diváci: 38 588 rozhodčí: Byron Moreno (Ekvádor) |

### Čtvrtfinále
| 21. června 2002 15:30 |          |                              |                                                                          |
| Anglie                | 1 : 2    | Brazílie                     | Shizuoka Stadium, Šizuoka diváci: 47 436 rozhodčí: Felipe Ramos (Mexiko) |
| Owen 23'              | (Report) | Rivaldo 45+2' Ronaldinho 50' | Shizuoka Stadium, Šizuoka diváci: 47 436 rozhodčí: Felipe Ramos (Mexiko) |

| 21. června 2002 20:30 |          |     |                                                                           |
| Německo               | 1 : 0    | USA | Ulsan Munsu Stadium, Ulsan diváci: 37 337 rozhodčí: Hugh Dallas (Skotsko) |
| Ballack 39'           | (Report) |     | Ulsan Munsu Stadium, Ulsan diváci: 37 337 rozhodčí: Hugh Dallas (Skotsko) |

| 22. června 2002 15:30 |                   |             |                                                                                        |
| Španělsko             | 0 : 0 (po prodl.) | Jižní Korea | Gwangju World Cup Stadium, Kwangdžu diváci: 42 114 rozhodčí: Gamal Al-Ghandour (Egypt) |
|                       | (Report)          |             | Gwangju World Cup Stadium, Kwangdžu diváci: 42 114 rozhodčí: Gamal Al-Ghandour (Egypt) |

|                            |       | Penaltový rozstřel                                                   |  |
| Hierro Baraja Xavi Joaquín | 3 : 5 | Hwang Sun-Hong Pak Či-song Seol Ki-Hyeon Ahn Jung-Hwan Hong Mjong-po |  |

| 22. června 2002 20:30 |                   |           |                                                                     |
| Senegal               | 0 : 1 (zlatý gól) | Turecko   | Stadion Nagai, Ósaka diváci: 44 233 rozhodčí: Óscar Ruiz (Kolumbie) |
|                       | (Report)          | İlhan 94' | Stadion Nagai, Ósaka diváci: 44 233 rozhodčí: Óscar Ruiz (Kolumbie) |

### Semifinále
| 25. června 2002 20:30 |          |             |                                                                                                  |
| Německo               | 1 : 0    | Jižní Korea | Seoul World Cup Stadium, Soul diváci: 65 256 rozhodčí: Urs Meier (Švýcarsko) Evžen Amler (Česko) |
| Ballack 75'           | (Report) |             | Seoul World Cup Stadium, Soul diváci: 65 256 rozhodčí: Urs Meier (Švýcarsko) Evžen Amler (Česko) |

| 26. června 2002 20:30 |          |         |                                                                               |
| Brazílie              | 1 : 0    | Turecko | Saitama Stadium, Saitama diváci: 61 058 rozhodčí: Kim Milton Nielsen (Dánsko) |
| Ronaldo 49'           | (Report) |         | Saitama Stadium, Saitama diváci: 61 058 rozhodčí: Kim Milton Nielsen (Dánsko) |

### O bronz
V utkání zvítězilo Turecko, jehož první gól z 11. sekundy byl nejrychleji vstřelený v historii mistrovství světa.
| 29. června 2002 20:00                |          |                                |                                                                           |
| Jižní Korea                          | 2 : 3    | Turecko                        | Daegu World Cup Stadium, Tegu diváci: 63 483 rozhodčí: Saad Mane (Kuvajt) |
| Lee Eul-Yong 9' Song Chong-Gug 90+3' | (Report) | Hakan Ş. 0'11'' İlhan 13', 32' | Daegu World Cup Stadium, Tegu diváci: 63 483 rozhodčí: Saad Mane (Kuvajt) |

### Finále
| 30. června 2002 20:00 |          |                  |                                                                              |
| Německo               | 0 : 2    | Brazílie         | Nissan Stadium, Jokohama diváci: 69 029 rozhodčí: Pierluigi Collina (Itálie) |
|                       | (Report) | Ronaldo 67', 79' | Nissan Stadium, Jokohama diváci: 69 029 rozhodčí: Pierluigi Collina (Itálie) |

Brazílie vyhrála MS 2002. Bylo to její už páté vítězství na MS ve fotbale.

## Nejlepší střelci turnaje
8 gólů
- Ronaldo

5 gólů
- Rivaldo
- Miroslav Klose

4 góly
- Jon Dahl Tomasson
- Christian Vieri

3 góly
- Marc Wilmots
- Fernando Morientes
- Raúl González
- Robbie Keane
- Michael Ballack
- Pedro Pauleta
- Papa Bouba Diop
- Henrik Larsson
- İlhan Mansız